# أحمد أسعد الشقيري
أحمد أسعد الشقيري (1908 - 26 فبراير 1980) سياسي فلسطيني، ولد في قلعة تبنين اللبنانية، ونشأ في مدينة طولكرم الفلسطينية منذ أن كان طفلاً رضيعًا وحتى كبر، وهو مؤسس منظمة التحرير الفلسطينية، وأول رئيس لها، كما شغل قبل ذلك منصب الأمين العام المساعد للجامعة العربية، ووزير الدولة السعودي لشؤون الأمم المتحدة، وسفير السعودية في الأمم المتحدة.

## نشأته وتعليمه
ولد أحمد أسعد الشقيري في قلعة تبنين جنوبي لبنان عام 1908، والده هو أسعد الشقيري مفتي الجيش الرابع العثماني وقد كان منفيًا خارج فلسطين، أما والدته فهي تركية الأصل. بعد طلاق والدته من والده أسعد، عاد أحمد الشقيري وهو طفل رضيع إلى مدينته طولكرم مع والدته، حيث هناك في طولكرم توجد عائلته وبخاصة عمه قاسم الشقيري وأسرة عمه ومنزلهم، وقد كان عمه قاسم مسؤولاً في دائرة المالية بالمدينة. بعد ذلك تزوجت والدته في المدينة من رجل يدعى سليم من المدينة، وكان يعمل في قسم خطوط الهاتف بدار البرق والبريد في المدينة، ثم توفي زوجها سليم بعد عام من الزواج ودفن في مقبرة المدينة. تلقى أحمد الشقيري تعليمه في مدارس مدينته طولكرم، وفي عام 1916 توفيت والدته إثر إصابتها بمرض الكوليرا، ودفنت في مقبرة المدينة.
عاد والده أسعد الشقيري ذات يوم إلى مدينة طولكرم برفقة القائد العثماني جمال باشا، إلا أن أحمد لم يتمكن يومها من معرفة والده. وقد تحدث أحمد الشقيري عن كافة تفاصيل حياته في مدينته طولكرم في كتابه «أربعون عامًا في الحياة العربية والدولية».
شهد أحمد الشقيري معارك الحرب العالمية الأولى في مدينة طولكرم، وواصل تعليمه في مدينة طولكرم، وعند اشتداد المعارك في طولكرم اضطر لإكمال تعليمه في المدرسة الأميرية في عكا، ثم أتم دراسته الثانوية عام 1926 في مدرسة صهيون في القدس، ليلتحق بعد ذلك بالجامعة الأميركية في بيروت.

## بدايته مع العمل السياسي
توثقت صلته بحركة القوميين العرب خلال فترة تعليمه في الجامعة الأمريكية في بيروت، وكان عضواً فاعلاً في نادي العروة الوثقى لكن الجامعة طردته في العام التالي بسبب قيادته مظاهرة ضخمة بالجامعة احتجاجاً على الوجود الفرنسي في لبنان، وكان من السلطات الفرنسية أن اتخذت قراراً بإبعاده عن لبنان عام 1927.
عاد الشقيري والتحق بمعهد الحقوق في القدس وعمل في الوقت نفسه محرراً بصحيفة مرآة الشرق. وبعد تخرجه تمرّن في مكتب المحامي عوني عبد الهادي أحد مؤسسي حزب الاستقلال في فلسطين، وفي ذلك المكتب تعرف إلى رموز الثورة السورية الذين لجؤوا إلى فلسطين وتأثر بهم.
بين عامي 1936 و 1939 شارك الشقيري في أحداث الثورة الفلسطينية الكبرى، ولكونه محامياً، نشط في الدفاع عن المعتقلين الفلسطينيين أمام المحاكم البريطانية، كما وشارك في مؤتمر بلودان في أيلول 1937 فلاحقته السلطات البريطانية، فغادر فلسطين إلى مصر. وفي عام 1940 عاد مرة أخرى إلى فلسطين لما توفي والده واستقر هناك وافتتح مكتباً للمحاماة.
تقرر تأسيس المكاتب العربية في عدد من العواصم الأجنبية فعُيّن أحمد الشقيري مديراً لمكتب الإعلام العربي في واشنطن[ ؟ ]، ثم أصبح بعد ذلك مديراً لمكتب الإعلام العربي المركزي في القدس، وظل يرأس هذا المكتب حتى نكبة الفلسطينيين عام 1948 حيث هاجر إلى لبنان واستقر في بيروت.

### عمله في الأمم المتحدة
لكونه يحمل الجنسية السورية ولخبراته الواسعة، اختير من قبل الحكومة السورية ليكون عضواً في بعثتها لدى الأمم المتحدة عام 1949/1950. عاد بعدها إلى القاهرة وشغل منصب الأمين العام المساعد لجامعة الدول العربية، وبقي في ذلك المنصب حتى عام 1957.
كما اختير في المملكة العربية السعودية ليشغل منصب وزير الدولة لشؤون الأمم المتحدة، ثم عُيّن سفيراً دائماً للسعودية في الأمم المتحدة. وكان نشاط الشقيري أثناء فترة عمله بالأمم المتحدة مركزاً حول الدفاع عن القضية الفلسطينية وقضايا المغرب العربي.
بعد وفاة أحمد حلمي عبد الباقي ممثل فلسطين لدى جامعة الدول العربية، اختير الشقيري ليشغل ذلك المنصب من قبل الرؤساء والملوك العرب في الجامعة العربية.

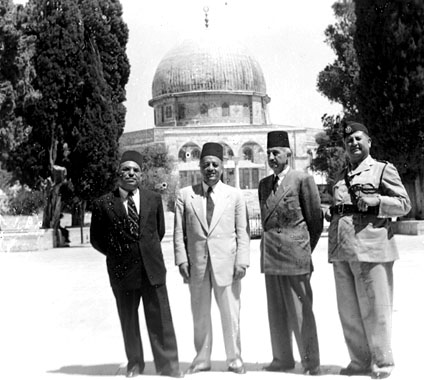
من اليمين بالترتيب: الجنرال سعادة الجلاد، وعمر الوعري، وأحمد الشقيري؛ أمام قبة الصخرة في القدس عام 1954.

### تأسيس وترأس المنظمة
وفي مؤتمر القمة العربي 1964 (القاهرة) الذي دعا إليه الرئيس المصري جمال عبد الناصر، أنشئت منظمة التحرير الفلسطينية، وكلف المؤتمر ممثل فلسطين أحمد الشقيري بالاتصال بالفلسطينيين وكتابة تقرير عن ذلك يقدم لمؤتمر القمة العربي التالي، فقام أحمد الشقيري بجولة زار خلالها الدول العربية واتصل بالفلسطينيين فيها، وأثناء جولته تم وضع مشروعي الميثاق القومي والنظام الأساسي لمنظمة التحرير الفلسطينية، وتقرر عقد مؤتمر فلسطيني عام، وقام الشقيري باختيار اللجان التحضيرية للمؤتمر التي وضعت بدورها قوائم بأسماء المرشحين لعضوية المؤتمر الفلسطيني الأول (28 مارس إلى 2 يونيو 1964) الذي أطلق عليه اسم المجلس الوطني الفلسطيني الأول لمنظمة التحرير الفلسطينية. وقد انتخب هذا المؤتمر أحمد الشقيري رئيساً له، وأعلن عن قيام منظمة التحرير الفلسطينية، وصادق على الميثاق القومي والنظام الأساسي للمنظمة، وانتخب الشقيري رئيساً للجنة التنفيذية للمنظمة، وكلف المؤتمر الشقيري باختيار أعضاء اللجنة الدائمة الخمسة عشر.
وفي مؤتمر القمة العربي الثاني في 5 سبتمبر 1964 قدم الشقيري تقريراً عن إنشاء المنظمة، أكد فيه على النواحي العسكرية والتنظيمية لتحقيق تحرير فلسطين والتعبئة. ووافق المؤتمر على ما أنجزه الشقيري وأقر تقديم الدعم المالي للمنظمة.
تفرغ الشقيري لللجنة التنفيذية للمنظمة في القدس، ووضع أسس العمل والأنظمة في المنظمة وأشرف على إنشاء الدوائر الخاصة بها وتأسيس مكاتب لها في الدول العربية والأجنبية واشرف على بناء الجهاز العسكري تحت اسم جيش التحرير الفلسطيني.
وفي دورة المجلس الوطني الفلسطيني الثانية التي عقدت بالقاهرة في 31 مايو إلى 4 يونيو 1965، قدم الشقيري تقريراً حول إنجازات اللجنة التنفيذية ثم قدم استقالته من رئاسة المجلس فقبلها المجلس، وجدد رئاسته للجنة التنفيذية ومنحته حق اختيار أعضائها.

### مؤتمر القمة العربي في الخرطوم
| ” | يعود الفضل إلى أحمد الشقيري وسعيد السبع و شفيق الحوت بفرض اللاءات الثلاثة في مؤتمر الخرطوم عام 1967 التي أصبحت شعار لمرحلة طويلة من الصراع بين الفلسطينيين والإسرائيليين حتى وقُع ياسر عرفات اتفاقية أوسلو 1993. | “ |
|   | |   |

بعد هزيمة حزيران عقد مؤتمر القمة العربية في الخرطوم 1967 بتاريخ 29 أغسطس 1967 وفد ترأس أحمد الشقيري وفد منظمة التحرير الفلسطينية الذي ضم سعيد السبع وشفيق الحوت فيما عرف بمؤتمر اللاءات الثلاثة لا صلح لا تفاوض لا اعتراف تلا فيه أحمد الشقيري مذكرة  باسم منظمة التحرير الفلسطينية تتلخص في الآتي:
- أولاً، لا صلح وتعايش مع إسرائيل.
- ثانياً، رفض المفاوضات مع إسرائيل وعدم الاعتراف بالاحتلال السابق (احتلال الأراضي الفلسطينية عام 1948).
- ثالثاً، عدم الموافقة على أي تسوية فيها مساس بالقضية الفلسطينية وما يؤدي تصفيتها.
- رابعاً، عدم التخلي عن قطاع غزة والضفة الغربية ومنطقة الحمة وتأكيد على عروبة القدس خاصة.
- خامساً، في نطاق الاتصالات الدولية في هيئة الامم المتحدة وخارجها لا تنفرد أي دولة عربية بقبول أي حلول لقضية فلسطين.
- سادساً التركيز الدائم المستمر على الصعيدين العربي والدولي في أن قضية فلسطين وإن تكن قضية عربية مصيرية إلا أن شعبها هو صاحب الحق الأول في وطنه الذي يقرر مصيره ورفع أحمد الشقيري بذلك أربع لاءات لا صلح ولا اعتراف باسرائيل ولا انفراد لدولة عربية بالحل بيد أن المؤتمر لم يقرر سوى الثلاث الأولى فقط

واقترح أحمد الشقيري على مؤتمر قمة الخرطوم باسم المنظمة إصدار قرارات تطالب بالوفاء بالالتزامات المالية تجاه منظمة التحرير الفلسطينية وجيش التحرير الفلسطيني وتمكن المنظمة من تحمل مسؤوليتها عن تنظيم الشعب الفلسطيني وتعزيز جيش التحرير الفلسطيني واستكمال سلطتها عليه
وإنشاء معسكرات لتدريب الفلسطينيين في الدول العربية بالتعاون مع المنظمة وتمكين هذه الأخيرة من استيفاء ضريبة التحرير من الفلسطيني وغادر الشقيري والوفد المرافق له المؤتمر ورفضوا كافة محاولات إعادتهم إليه إثر رفض القمة العربية لاقتراح ألا تنفرد أية دولة عربية بقبول أية تسوية للقضية الفلسطينية ورفض الموافقة على اقتراح الدعوة إلى مؤتمر قمة عربي للنظر في أي حلول مقترحة مستقبلا للقضية الفلسطينية وتحضره منظمة التحرير الفلسطينية.

### استقالته
خلال مشاركته في مؤتمر القمة العربية في الخرطوم 1967 اصطدم أحمد الشقيري مع القادة العرب محملا إياهم مسؤولية ضياع ما تبقى من فلسطين (الضفة الغربية وقطاع غزة) وأثناء المشادة الكلامية التفت شفيق الحوت نحو سعيد السبع وقال بصوت منخفض وواهن: يبدو أن صديقنا انتهى لم يترك له حليف ماذا يبقى للشقيري بعد اصطدامه بأغلب القادة العرب؟ بينما كان النقاش محتدا وصعبًا، داخل القاعة، كان فريق الموساد  المكون من دافيد قمحي مايك هراري شبتاي شافيت خارج القاعة متنكرين تحت غطاء “إعلامي” بوصفهما صحافيين، أجانب يحصون أنفاس الوفد الفلسطينى المشارك في مؤتمر الخرطوم، وجود فريق الموساد أكده الكاتب المختص بالشؤون الاستخبارية، يوسي ميلمان. حيث أشار في كتابه «حرب الظلال -الموساد والمؤسسة الأمنية»  إلى أن وكيل الموساد، دافيد قمحي، انتحل شخصية صحفي بريطاني ونقل وقائع مؤتمر القمة العربية في الخرطوم 1967، الذي عرف بمؤتمر «اللاءات الثلاثة». بعد انتهاء المؤتمر بدات حملة احتجاجات داخل اللجنة التنفيذية تطالب باستقالته وكانت ذروتها يوم 14 ديسمبر 1967، عندما رفع سبعة من أعضاء اللجنة التنفيذية لمنظمة التحرير الفلسطينية، مذكرة إلى أحمد الشقيري مطالبينه بالتنحي عن الرئاسة، «للأساليب التي تمارسون بها أعمال المنظمة». وأعلنوا استقالتهم من اللجنة. وهم: يحيى حمودة، ونمر المصري، وبهجت أبو غربية، وأسامة النقيب، ووجيه المدني، ويوسف عبد الرحيم، وعبد الخالق يغمور. وقد بادر الشقيري في 19 ديسمبر 1967 إلى فصلهم جميعاً. لكن مصير الشقيري تحدد يوم 20 ديسمبر 1967 عندما انضم إلى المعارضين عبد المجيد شومان رئيس الصندوق القومي الفلسطيني  الذي قدم استقالته، وبذلك أصبح العدد ثمانية أعضاء من الخمسة عشر، وسرعان ما توالت المطالبة بتنحيته، من حركة فتح، والجبهة الشعبية لتحرير فلسطين، ما اضطر الشقيري، إلى دعوة اللجنة التنفيذية بكامل أعضائهـا، إلى جلسة عقدت برئاسته، في مقر منظمة التحرير الفلسطينية، بالقاهرة، يوم 24 ديسمبر 1967 ولكنه رفض أن يقدم استقالته إليهم،  وقال أنا هنا جئت باسم الشعب. فأقدم استقالتي للشعب الفلسطيني. وهكذا وجه للشعب الفلسطيني في الخامس والعشرين من الشهر نفسه نداء أعلن فيه أنه قد تنازل عن رئاسة منظمة التحرير الفلسطينية عندها قررت اللجنة التنفيذية أن يتولى يحيى حمودة أحد أعضائها رئاسة المنظمة بالوكالة، إلى حين انعقاد المجلس الوطني الفلسطيني. ودعت في 25 ديسمبر1967 إلى القيادة الجماعية،
ويعلّل الشقيري استقالته؛ بأنها ترجع إلى «مشكلته» مع «الملوك والرؤساء العرب، الذين لا يمكنه العمل معهم، ولا يمكن العمل بدونهم؛ وهذه هي المشكلة». ويرى أن للصحافة المصرية دوراً في استقالته
أرسل الشقيري بكتاب استقالته إلى الأمين العام لجامعة الدول العربية،  مع كتاب آخـر باعتماد يحيى حمودة، ممثلاً لفلسطين لدى جامعة الدول العربية.
شكّلت استقالة أحمد الشقيري ضربة كبيرة للشقيريين وهم الجيل المؤسس الذي كان إلى جانب أحمد الشقيري مؤسس منظمة التحرير الفلسطينية الأول، كان سعيد السبع وشفيق الحوت وأحمد صدقي الدجاني وحيدر عبد الشافي وآخرين جزء من هذه الحالة الشقيرية وهو ما يعرف بالتيار القومى العروبي داخل منظمة التحرير الفلسطينية الذين اصطلح على تسميتهم فيما بعد داخل المجلس الوطني الفلسطيني (المستقلين)، في تلك الفترة كيلت للشقيري الاتهامات فلسطينياً، بأنه صنع مؤسسة فلسطينية صورية، طُبخت سياساتها من فوق – أي من خلال الأنظمة العربية – إلاَّ أن هذه المؤسسة كانت في عهده محافظة على ثوابتها الوطنية، ولم تتزحزح عنها قيد أنملة. وأن ورثته في قيادة المنظمة، والذين ناصبوه العداء وكالوا له الاتهامات بالتقصير، ولم يمضِ على قيادتهم لهذه السفينة أقل من شهر على تنحيه، حتى كانوا قد بدأوا بالحيد عن مشروعها الرئيسي، وهو تحرير كامل الأراضي الفلسطينية دون نقصان، وبدأوا في البحث عن حلول سلمية للقضية الفلسطينية لا تتطابق مع نهج وسياسة المنظمة التي اسسها الشقيري. ومهما يكن من أمر، فإن أخطر ما تعرضت له منظمة التحرير الفلسطينية من تطورٍ في برنامجها الوطني بعيد تنحي الشقيري مباشرة، كانت عبر المجالس الوطنية الفلسطينية الواقعة تحت هيمنة الفصائل الفلسطينية، ابتداءً من كانون ثانٍ (يناير) 1968، وحتى عام 1971، وبتأثير من حركة فتح، التي تبنت فكرة إقامة دولة ديمقراطية في فلسطين، يتعايش فيها العرب واليهود. أي أن منظمة التحرير الفلسطينية تخلّت عن موقفها الرافض لوجود مهاجرين يهود في فلسطين، بعد أن كانت تعتبرهم مستعمرين عنصريين خلال فترة الشقيري، وكان المبرر لذلك هو كسب تأييد الرأي العام الدولي، واستقطاب القوى والأحزاب السياسية في العالم.
ما أن تولى يحيى حمودة رئاسة منظمة التحرير الفلسطينية حتى نُسب له تصريح ونقلته صحيفة النهار اللبنانية في 3 يناير1968، أقوال غاية في الخطورة، «إنه يجب مواجهة الأمور وعدم المطالبة بالمستحيل، نحن نقول لليهود حتى الذين أتوا إلى فلسطين بعد 1948: تريدون السلام والتعايش حقاً؟ تحرروا من الصهيونية كحركة سياسية وعقيدة متزمتة عنصرية ودينية، واقبلوا أن تعيشوا مع العرب في دولة فلسطينية، يهودية – عربية حيث يكون لكل فئة حصتها، حسب استحقاقها وحقوقها». وأضاف قائلاً: «كل شيء ممكن، إذا رفض يهود إسرائيل التخلي عن الصهيونية، علينا أن نقتسم فلسطين حسب العدالة والحق، والمعروف أن قسماً من فلسطين كان دائماً للعرب، في هذا الجزء عاش أجدادنا وماتوا ودُفنوا. هذا الجزء هو وطننا وتراثنا الروحي والثقافي، وهو منازلنا وأراضينا وتجارتنا. لم يكن يحق لأحد أن يسلبنا هذه الأملاك، التي هي جزء منا، ليعطيها لشعبٍ يبحث عن وطن لأن اليهود كانوا ضحية الاضطهاد النازي. لقد تمَّ كل شيء الآن ومن السخف أن نطلب من اليهود العودة إلى وطنهم الأصلي. إذا أرادوا البقاء في فلسطين بغير التخلي عن الصهيونية، فليحتّلوا الأجزاء من فلسطين التي لم تكن مستغلة قبل 1948، وليردُّوا إلينا الأجزاء التي سلبوها للعرب، وإلاَّ سيكون الصراع الدائم مهما كانت النتائج. صدّقني أنا ديمقراطي حتى العظم، ومؤيد حقيقي للسلام. ومع هذا يستحيل عليَّ أن أقبل أو أتخيّل الأمر الواقع الإسرائيلي في حالته الراهنة».
في كانون ثانٍ (يناير) 1968، رفع ياسر عرفات وحركة فتح شعار (الهدف) الدولة الديمقراطية العلمانية في فلسطين، وعلل هذا الأمر أن ذلك يقدِّم حلاً إنسانياً تقدّمياً للمشكلتين الفلسطينية والإسرائيلية. ولكن أخطر ما انطوى عليه هذا الحل، أنه تحوُّل عن أهداف منظمة التحرير الفلسطينية، قوامه الاهتمام بالوجود اليهودي القديم والجديد في فلسطين. واعتُبر هذا التحوُّل إيذاناً مبكراً بتسلل ما سُمي فيما بعد بالمواقف المعتدلة داخل منظمة التحرير الفلسطينية، وهي الوجهة التي سيُقدّر لها الاتساع والتمدد بين قيادات المنظمة . ومن خلال ما سبق بيانه، يتضح أن ما ذكره يحيى حمودة الرئيس الثاني لمنظمة التحرير الفلسطينية، وما تبنّته حركة فتح، إنما خرجا من مشكاةٍ واحدة، وأن ثمة تلاقحاً للأفكار والمواقف، وإن شئنا الدقة فإن توافقاً على تبني هذا المشروع كان موجوداً لدى الطرفين، وذلك على الرغم من إن احمد الشقيري[ ؟ ] لم يكن فقط أول من عارض القرار القرار 242، بل ورفض التفاوض مطلقاً مع إسرائيل كما هو معروف .

## التفرغ للكتابة
لم يقبل الشقيري بعد استقالته أي عمل أو منصب رسمي، فكان يقيم في منزله بالقاهرة معظم أيام السنة، وكان متفرغا للكتابة، وكان يعقد في منزله ندوات فكرية، وعندما وقع الرئيس المصري السابق محمد أنور السادات معاهدة السلام المصرية الإسرائيلية، غادر القاهرة إلى تونس احتجاجاً.

## وفاته
بعد عدة أشهر في تونس أصيب بالمرض، ونقل على إثر ذلك إلى مدينة الحسين الطبية في عمّان، ولكنه توفي في 25 فبراير عام 1980 عن عمر ناهز الـ 72 عاماً. وبناء على وصيته، دفن في مقبرة الصحابي أبي عبيدة عامر بن الجراح في غور الأردن على بعد ثلاثة كيلومترات من الحدود مع فلسطين.

## بعض مؤلفاته
من المؤلفات التي تركها أحمد الشقيري التي تدور حول القضايا العربية والقضية الفلسطينية:
- «من القدس إلى واشنطن»، 1947.
- «أربعون عاماً في الحياة العربية والدولية»، 1969.
- «حوار وأسرار مع الملوك والرؤساء»، 1970.
- «من القمة إلى الهزيمة، مع الملوك والرؤساء»، 1970.
- «على طريق الهزيمة، مع الملوك والرؤساء»، 1972.
- «الهزيمة الكبرى مع الملوك والرؤساء»، 1973.
- «علم واحد وعشرون نجمة»، 1977.
- «صفحات من القضية العربية»، 1979.
- «خرافات يهودية»، 1980.
- «معارك العرب وما أشبه الليلة بالبارحة».
- «قضايا عربية».
- «دفاعًا عن فلسطين والجزائر».
- فلسطين على منبر الأمم المتحدة".
- «مشروع الدولة العربية المتحدة».
- «إلى أين؟».

## وصلات خارجية
- أحمد أسعد الشقيري على موقع الموسوعة البريطانية (الإنجليزية)
- أحمد أسعد الشقيري على موقع مونزينجر (الألمانية)

- احمد الشقيري... مؤسس منظمة التحرير الفلسطينية (عن موقع الجزيرة)